# Paolo Mantegazza

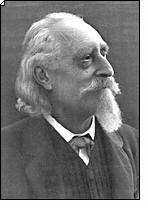
Paolo Mantegazza

 Paolo Mantegazza (Monza, 31 oktober 1831 – San Terenzo, 28 augustus 1910) was een Italiaans medisch antropoloog die het cocagebruik bij Indianen in Peru bestudeerde.
Mantegazza werd geboren te Monza. Hij reisde naar Peru en bestudeerde daar het gebruik van coca door inheemse Indianen. In 1858 publiceerde hij hierover een artikel: Sulle virtù igieniche e medicinali della coca e sugli alimenti nervosi in generale. Dit artikel inspireerde de Franse drogist Angelo Mariani tot het ontwikkelen van diens Vin Mariani. In 1869 bezette Mantegazza de eerste Italiaanse leerstoel in de antropologie, aan de Universiteit van Florence. Hij richtte daar ook een antropologisch museum op en het Italiaanse genootschap voor antropologie. In 1871 publiceerde Mantegazza zijn 1200 pagina's tellende standaardwerk Quadri della natura umana. Feste ed ebbrezze.
Mantegazza overleed in 1910 te San Terenzo (Lerici). 